# Șoseaua Colentina

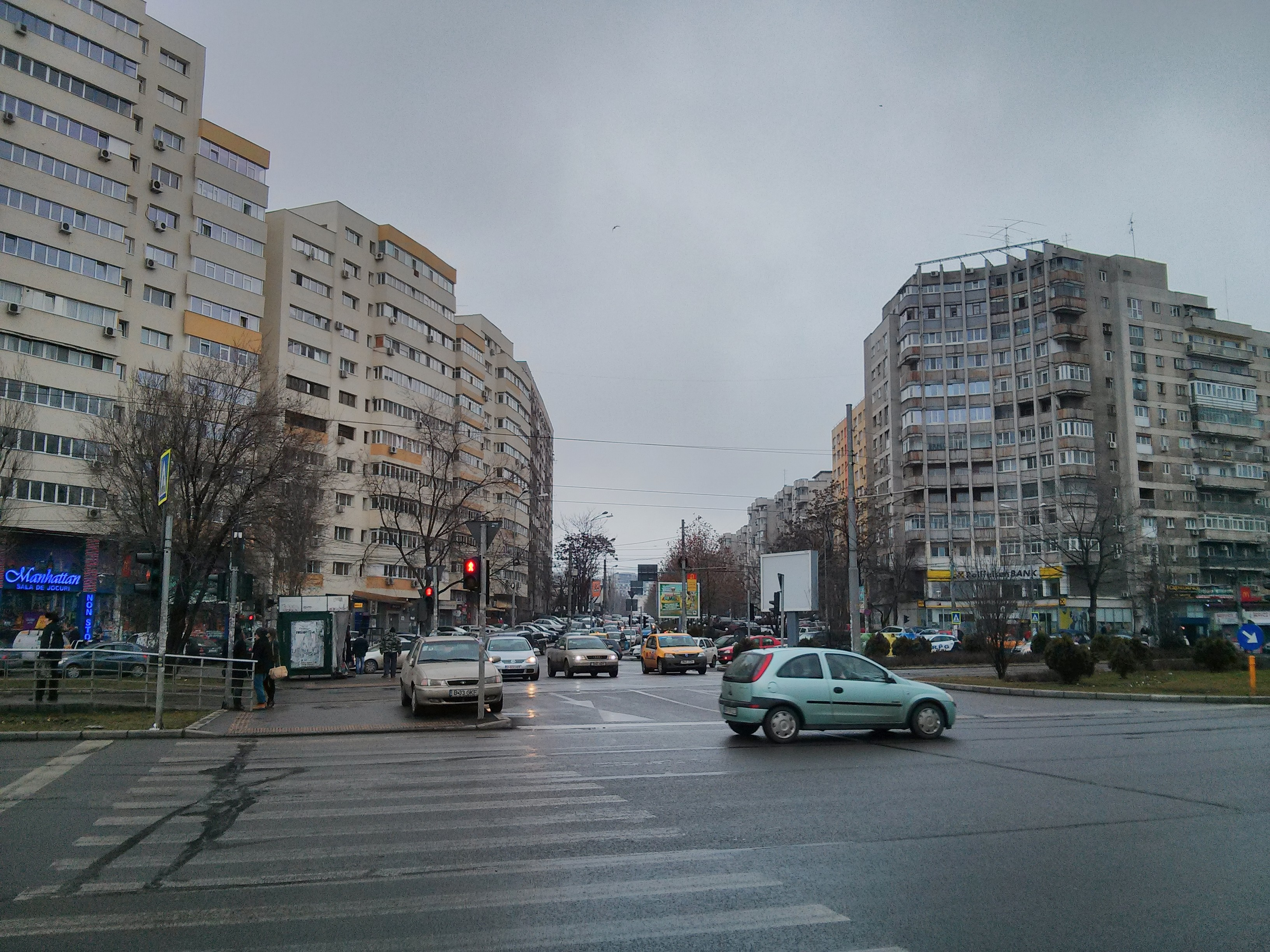
Intersecția cu strada Doamna Ghica

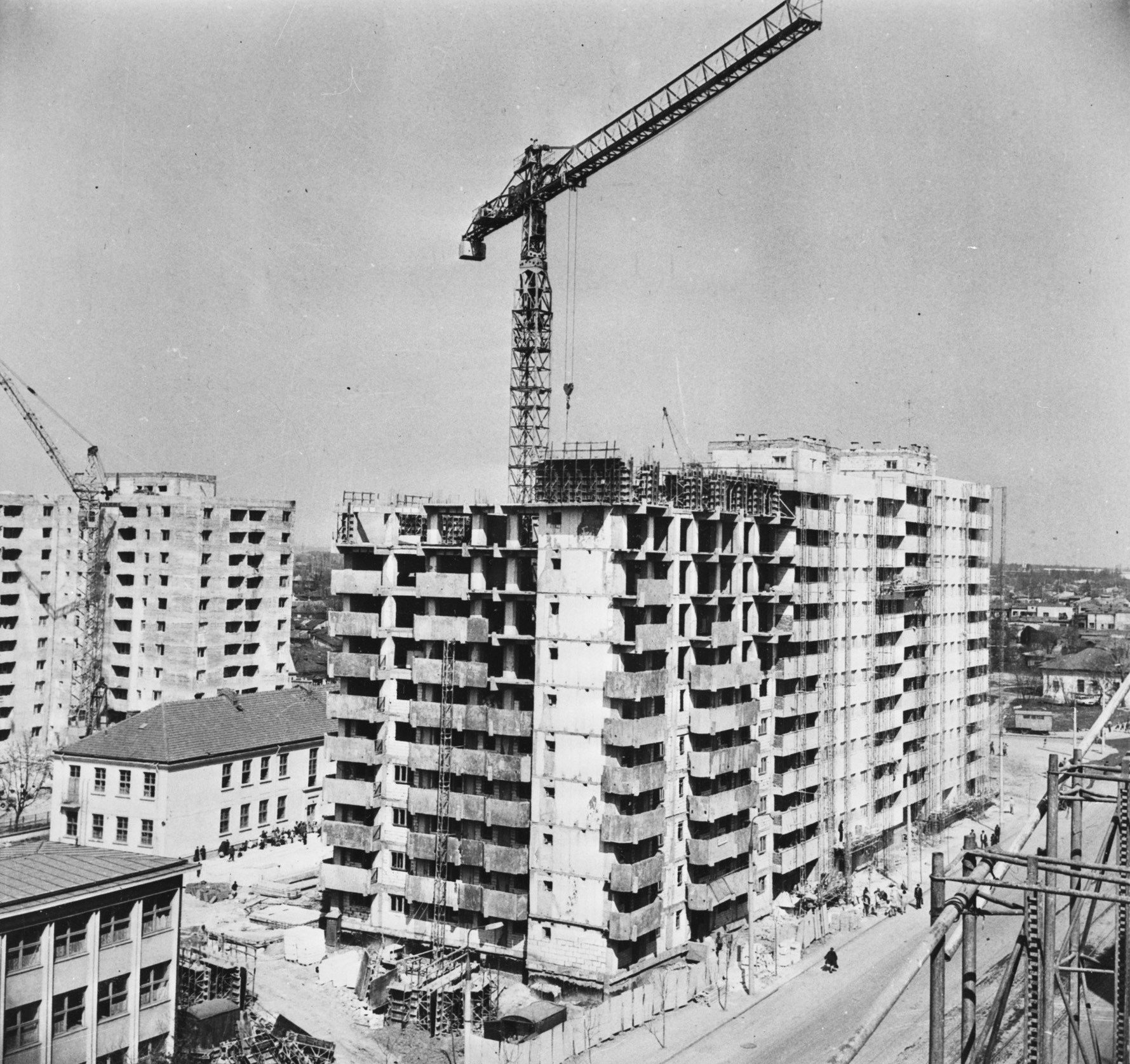
Șantier pe Șoseaua Colentina (lângă Școala nr 39) în mai 1977

Șoseaua Colentina este o stradă situată în sectorul 2 al municipiului București, care face legătura între piața Obor (intersecție cu Calea Moșilor, șoseaua Ștefan cel Mare și șoseaua Mihai Bravu) și orașul Voluntari. 

## Descriere
Șoseaua Colentina are pe fiecare sens de mers: două sau trei benzi pentru circulația autovehiculelor, o linie de tramvai, o bandă specială pentru biciclete (pe distanța Piața Obor - Râul Colentina), iar în unele locuri sunt amenajate spații în spic pentru parcarea autovehiculelor. Supratraversează Râul Colentina și întâlnește mai multe artere importante cum ar fi strada Doamna Ghica, șoseaua Fundeni sau șoseaua Andronache.

## Istoric
În trecut a purtat următoarele denumiri:
- Bulevardul Lambru;
- Strada Regele Ferdinand;
- Șoseaua Armatei Sovietice (pe aici a intrat armata sovietică în București în cel de-al doilea Răzoi Mondial)[1]

## Caracteristici
- benzi pentru circulația autovehiculelor: trei benzi pe sens (pe porțiunea cuprinsă între Piața Obor și intersecția cu șoseaua Andronache și Șoseaua Fundeni) sau două benzi pe sens (pe porțiunea cuprinsă între intersecția cu șoseaua Andronache și Șoseaua Fundeni și orașul Voluntari); în Piața Obor (intersecția cu șoseaua Ștefan cel Mare, Calea Moșilor și șoseaua Mihai Bravu) sunt patru benzi pe sens, iar în intersecția cu strada Doamna Ghica sunt cinci benzi pe sens
- bandă pentru circulația bicicletelor, pe ambele sensuri de mers, pe porțiunea cuprinsă între magazinul Bucur Obor și râul Colentina
- linie de tramvai, pe toată distanța (între Piața Obor și orașul Voluntari)
- parcări pentru autovehicule dispuse în spic, pe porțiunea cuprinsă între magazinul Bucur Obor și intersecția cu strada Doamna Ghica

## Intersecții

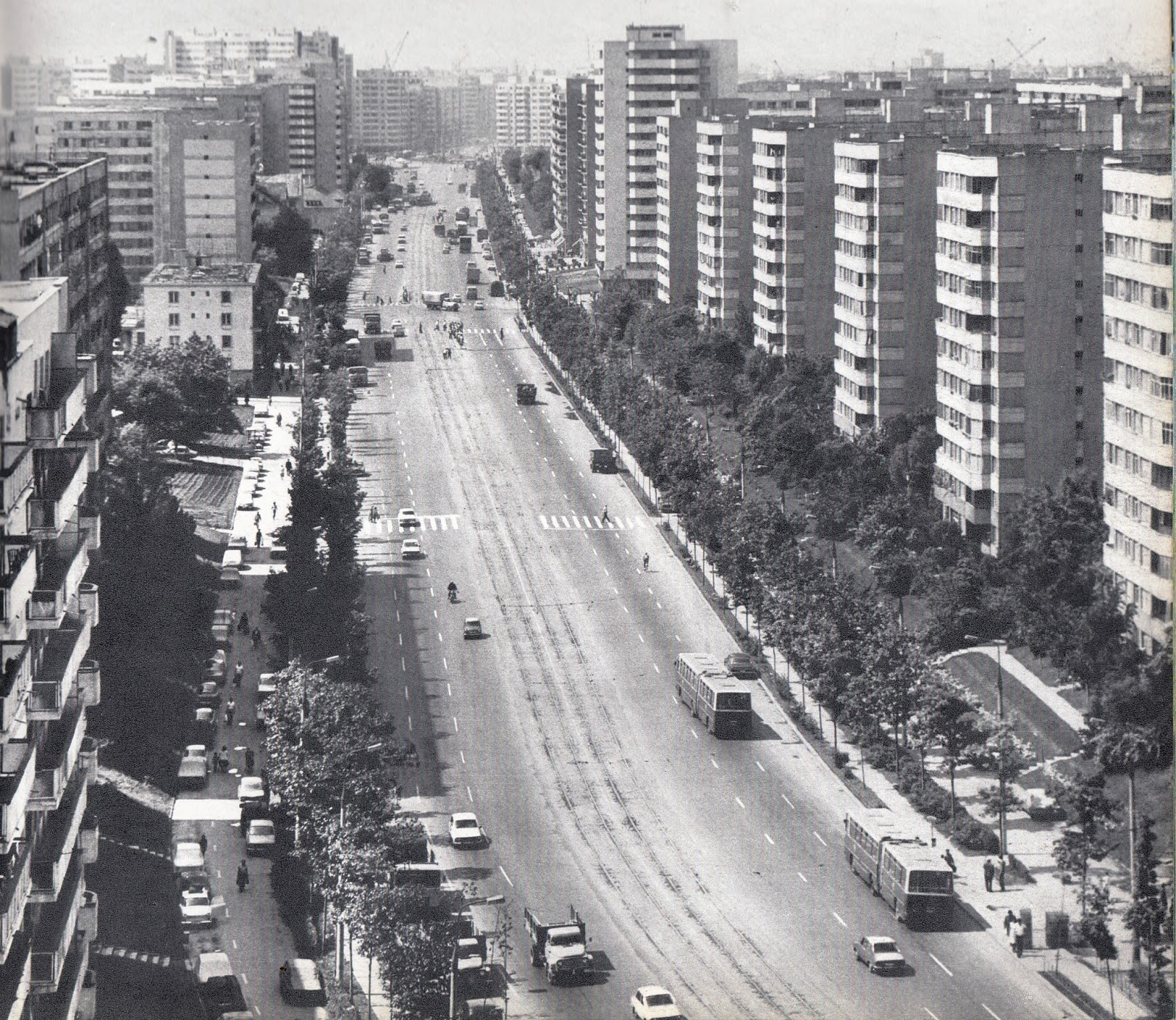
Șoseaua Colentina în anul 1980, văzută de la rondul Doamna Ghica spre rondul Bucur Obor

Șoseaua Colentina se intersectează cu următoarele străzi (în ordine, începând de la Piața Obor până la orașul Voluntari):
- Șoseaua Ștefan cel Mare (început)
- Calea Moșilor (început)
- Șoseaua Mihai Bravu (început)
- Aleea Câmpul Moșilor (dreapta)
- Intrarea Turmelor (stânga)
- Strada Ziduri Moși (dreapta)
- Strada Callimachi (dreapta)
- Strada Teiul Doamnei (stânga)
- Strada Litovoi Voievod (dreapta)
- Strada Silvia (dreapta)
- Strada Doamna Ghica (ambele părți)
- Strada Plumbuita (stânga)
- Strada Cremenița (dreapta)
- Strada Fabrica de Gheață (stânga)
- Strada maior Vasile Băcilă (dreapta)
- Strada Gherhiței (stânga)
- Șoseaua Fundeni (dreapta)
- Șoseaua Andronache (stânga)
- Strada Dumitrescu Tănase (dreapta)
- Strada Rădulescu Polixenia (stânga)
- Strada Mica (dreapta)
- Strada Sportului (dreapta)
- Strada Sălciilor (stânga)
- Strada Hortensiei (dreapta)
- Strada Albatrosului (stânga)
- Strada Poeziei (dreapta)
- Strada Dropiei (dreapta)
- Strada Ion Chiriță (stânga)
- Strada Cornișor (stânga)
- Strada Codălbiței (dreapta)
- Strada Păsărani (dreapta)
- Strada soldat Niță Ene (dreapta)
- Strada Lanului (dreapta)
- Strada Enache Sandu (dreapta)
- Strada Maliuc (stânga)
- Strada Invalid Suliga (dreapta)
- Strada Spinului (dreapta)
- Strada Niculae Cânea (dreapta)
- Strada Slovei (stânga)
- Strada Lanternei (dreapta)
- Strada Plugușor (dreapta)
- Strada Juverdeanu (dreapta)
- Strada Melodiei (dreapta)
- Strada Suceava (stânga)
- Strada Apostol Nicolae (dreapta)
- Strada Simion I. Busuioc (dreapta)
- Strada Banul Niculae (dreapta)
- Strada Puieților (stânga)
- Șoseaua Afumați (capăt)

## Transport în comun
Notă: această secțiune descrie traseele respectivelor mijloace de transport de pe șoseaua Colentina și nu întregul traseul al acestora.

### Metrou[2]
- linia M1, stația Obor (la Piața Obor)

### Tramvai[3]
- linia 21, pe toată lungimea, de la Piața Obor până la orașul Voluntari

### Troleibuz[4]
- linia 66, de la Piața Obor până la strada Sportului

### Autobuz[5]
- linia 101, de la Piața Obor până la intersecția cu strada Ziduri Moși
- linia 143, de la Piața Obor până la intersecția cu strada Doamna Ghica
- linia 182, de la intersecția cu strada Teiul Doamnei până la intersecția cu șoseaua Fundeni
- linia 253, de la intersecția cu strada Doamna Ghica până la intersecția cu șoseaua Andronache
- linia 254, de la Piața Obor până la Complexul Dragonul Roșu
- linia 282, de la intersecția cu strada Doamna Ghica până la intersecția cu strada maior Vasile Băcilă
- linia R409, de la intersecția cu șoseaua Fundeni până la orașul Voluntari
- linia R412, de la intersecția cu șoseaua Fundeni până la orașul Voluntari
- linia R415, de la intersecția cu șoseaua Fundeni până la orașul Voluntari
- linia R416, de la intersecția cu șoseaua Fundeni până la orașul Voluntari
- linia R417, de la intersecția cu șoseaua Fundeni până la orașul Voluntari
- linia R426, de la intersecția cu șoseaua Fundeni până la orașul Voluntari
- linia R432, de la intersecția cu șoseaua Fundeni până la orașul Voluntari
- linia R454, de la intersecția cu șoseaua Fundeni până la orașul Voluntari
- linia 682, de la intersecția cu strada Ziduri Moși până la intersecția cu șoseaua Andronache

## Supermarketuri
- Bucur Obor (șos. Colentina nr. 2)
- G'Market (șos. Colentina nr. 3)
- Kaufland Colentina (șos. Colentina nr. 6)
- Mega Image Colentina (șos. Colentina nr. 81)
- Carrefour Colentina (șos. Colentina nr. 426)

## Restaurante
- Mc Donald's Obor (șos. Colentina nr. 2)
- Mc Donald's Colentina (râul Colentina)
- KFC Colentina (șos. Colentina nr. 426, în incinta Carrefour)

## Bănci

### Banca Comercială Română[6]
- Teiul Doamnei (șos. Colentina nr. 25)
- Colentina (șos. Colentina nr. 26)
- Pod Colentina (șos. Colentina nr. 450)

### Banc Post[7]
- Colentina (șos. Colentina nr. 26)
- Fundeni (șos. Colentina nr. 76)

### Banca Italo-Romena[8]
- Colentina (șos. Colentina nr. 12)

### Banca Transilvania[9]
- Doamna Ghica (șos. Colentina nr. 53)

### BRD - Groupe Société Générale[10]
- Bucur Obor (șos. Colentina nr. 2)
- Kaufland Colentina (șos. Colentina nr. 6)
- Colentina (șos. Colentina nr. 97)

### CEC Bank
- Colentina (șos. Colentina nr. 53)

### Credit Europe Bank
- Colentina (șos. Colentina nr. 2A)

### ING
- Colentina (șos. Colentina nr. 24)

### Piraeus Bank
- Colentina (șos. Colentina nr. 23)

### Pro Credit Bank
- Colentina (șos. Colentina nr. 346)

### Raiffeisen Bank
- Bucur Obor (șos. Colentina nr. 1)
- Colentina (șos. Colentina nr. 24)
- Fundeni (șos. Colentina nr. 76)
- Colentina 1 (șos. Colentina nr. 426, magazinul Carrefour)

### Romanian International Bank
- Colentina (șos. Colentina nr. 26)

### Volksbank
- Colentina (șos. Colentina nr. 81)